# Eleazar (męczennik)
Eleazar – „uczony w Piśmie”, męczennik Starego Testamentu, święty prawosławny i katolicki, opisywany w Drugiej Księdze Machabejskiej.

W czasie prześladowań żydów jakie miało miejsce za rządów Antiocha IV Epifanesa (175–164 p.n.e.) w Antiochii Syryjskiej i Jerozolimie dziewięćdziesięcioletni Eleazar przeciwstawił się profanacji do jakiej chciał go zmusić syryjski władca stając się przykładem męstwa, wierności i bojaźni bożej. Chcąc wprowadzić pogańskie obyczaje wśród wyznawców judaizmu chciano go zmusić (prawdopodobnie w obecności władcy) do publicznego spożycia wieprzowiny. Eleazar wypluł siłą wkładane mu do ust mięso, a także odmówił symulowania jedzenia. Mimo tortur pozostał nieugięty. 

Bogu, który ma świętą wiedzę, jest jawne to, że mogłem uniknąć śmierci. Jako biczowany ponoszę wprawdzie boleść na ciele, dusza jednak cierpi to z radością, gdyż Jego się boję.

Zginął zasieczony i rozerwany na strzępy stając się „pomnikiem cnoty”.
Analogia do męczenników chrześcijańskich sprawiła, że heroiczna postać wymieniana jest w homiliach Ojców Kościoła. W synaksarionach wspominany jest 1 sierpnia, obok Braci Machabejskich.